# Californium
Californium is een scheikundig element met symbool Cf en atoomnummer 98. Het is een vermoedelijk grijs of zilverkleurig actinoïde.

## Ontdekking
Californium is voor het eerst gesynthetiseerd door Stanley Thompson, Kenneth Street, Albert Ghiorso en Glenn Seaborg aan de Universiteit van Californië - Berkeley in 1950. Het was het zesde transurane element dat werd ontdekt. Zij bombardeerden curium-242 met alfadeeltjes in een cyclotron, waarbij de isotoop californium-245 ontstond.
De naam californium is afgeleid van de University of California, waar het element voor het eerst ontdekt is.

## Toepassingen
Omdat californium slechts in minuscule hoeveelheden beschikbaar is, wordt het alleen gebruikt voor zeer specialistische toepassingen. Folies van californium-252 worden bij radiologisch onderzoek gebruikt als bron van neutronen en bij het detecteren van goud en zilver. Het is het zwaarste element dat praktische toepassingen heeft.

## Opmerkelijke eigenschappen
Hoewel er door gebrek aan materiaal weinig onderzoek naar de eigenschappen van californium kan worden verricht, zijn er toch enige gegevens van bekend. Californium-252 (halveringstijd 2,6 jaar) vervalt voor ca. 3% door spontane splijting, waarbij neutronenstraling ontstaat. Eén microgram kan 170 miljoen neutronen per minuut uitzenden. Tot op heden is californium nog niet in zuiver metallische vorm waargenomen. Het enige ion dat stabiel is in waterige oplossing is californium(III) dat onder andere wordt aangetroffen in californium(III)oxide (Cf2O3), californium(III)chloride (CfCl3) en californiumoxychloride (CfOCl).

## Verschijning
Op aarde komt californium niet in de vrije natuur voor. Het kan worden gesynthetiseerd in kernreactors door lichtere kernen zoals curium te bombarderen met neutronen. Astronomisch onderzoek heeft uitgewezen dat californium wel voorkomt in restanten van supernova's.

## Isotopen
| Stabielste isotopen | Stabielste isotopen | Stabielste isotopen | Stabielste isotopen | Stabielste isotopen | Stabielste isotopen |
| Iso                 | RA (%)              | Halveringstijd      | VV                  | VE (MeV)            | VP                  |
| ------------------- | ------------------- | ------------------- | ------------------- | ------------------- | ------------------- |
| 249Cf               | syn                 | 351 j               | α                   | 6,295               | 245Cm               |
| 250Cf               | syn                 | 13,08 j             | α                   | 6,128               | 246Cm               |
| 251Cf               | syn                 | 898 j               | α                   | 6,176               | 247Cm               |
| 252Cf               | syn                 | 2,645 j             | α                   | 6,217               | 248Cm               |

Er zijn negentien radio-isotopen van californium bekend. De stabielste isotoop is californium-251 met een halveringstijd van bijna 900 jaar. Andere relatief langlevende isotopen zijn californium-249 en -250 met halveringstijden van respectievelijk 351 en dertien jaar. Alle andere isotopen hebben halveringstijden van minder dan 2,7 jaar.

## Toxicologie en veiligheid
Doordat californium van nature niet voorkomt in de biosfeer, zijn de eventuele risico's groot. Alle belangrijke isotopen van californium zijn alfastralers. Op plaatsen waar wel met californium wordt gewerkt, dient uiterst zorgvuldig met het materiaal te worden omgegaan vanwege de extreme radioactiviteit, die vooral bij inname ook in de kleinste hoeveelheden zeer gevaarlijk is. In californium komen relatief veel spontane splijtingen voor, en de daarbij ontstane neutronenstraling is erg doordringend en kan in andere materialen radioactiviteit induceren.